# Élections législatives de 2024 en Meurthe-et-Moselle
Les élections législatives françaises en Meurthe-et-Moselle se déroulent les 30 juin et 7 juillet 2024. Dans le département, six députés sont à élire dans le cadre de six circonscriptions, à la suite de la dissolution de l'Assemblée nationale par Emmanuel Macron.
Le choix de cette dissolution est pris après la défaite de la liste Renaissance aux élections européennes qui ont eu lieu le 9 juin 2024.

## Contexte
| Circonscription | RN      | ENS     | PS - PP | LFI     | LR     |
| --------------- | ------- | ------- | ------- | ------- | ------ |
| Circonscription |         |         |         |         |        |
| 1re             | 24,47 % | 16,43 % | 17,45 % | 11,75 % | 7,16 % |
| 2e              | 20,89 % | 18,89 % | 18,35 % | 12,16 % | 8,55 % |
| 3e              | 41,4 %  | 11,48 % | 10,21 % | 10,76 % | 4,64 % |
| 4e              | 43,09 % | 12,59 % | 10,35 % | 5,5 %   | 7,14 % |
| 5e              | 40,73 % | 12,63 % | 13,29 % | 5,3 %   | 6,98 % |
| 6e              | 42,02 % | 11,35 % | 11,65 % | 8,59%   | 5,16 % |

## Système électoral
Les élections législatives ont lieu au scrutin uninominal majoritaire à deux tours dans des circonscriptions uninominales.
Est élu au premier tour le candidat qui réunit la majorité absolue des suffrages exprimés et un nombre de voix au moins égal au quart des électeurs inscrits dans la circonscription, soit 25 %. Si aucun des candidats ne satisfait ces conditions, un second tour est organisé entre les candidats ayant réuni un nombre de voix au moins égal à un huitième des inscrits, soit 12,5 %. Les deux candidats arrivés en tête du 1er tour se maintiennent néanmoins par défaut si un seul ou aucun d'entre eux n'a atteint ce seuil. Au second tour, le candidat arrivé en tête est déclaré élu,.
Le seuil de qualification basé sur un pourcentage du total des inscrits et non des suffrages exprimés rend plus difficile l'accès au second tour lorsque l'abstention est élevée. Le système permet en revanche l'accès au second tour de plus de deux candidats si plusieurs d'entre eux franchissent le seuil de 12,5 % des inscrits. Les candidats en lice au second tour peuvent ainsi être trois, un cas de figure appelé « triangulaire ». Les second tours où s'affrontent quatre candidats, appelés « quadrangulaire » sont également possibles, mais beaucoup plus rares,.

### Partis et nuances
Les résultats des élections sont publiés en France par le ministère de l'Intérieur, qui classe les partis en leur attribuant des nuances politiques. Ces dernières sont décidées par les préfets, qui les attribuent indifféremment de l'étiquette politique déclarée par les candidats, qui peut être celle d'un parti ou une candidature sans étiquette.
Seuls le Parti communiste français (COM), La France insoumise (FI), le Parti socialiste (SOC), le Parti radical de gauche (RDG), Les Écologistes (VEC), Renaissance (RE), le Mouvement démocrate (MDM), Horizons (HOR), l'Union des démocrates et indépendants (UDI), Les Républicains (LR), le Rassemblement national (RN) et Reconquête (REC) se voient attribuer en 2024 des nuances propres. Les coalitions Ensemble et Nouveau front populaire, ainsi que les candidats de l'alliance LR-Ciotti-RN, en bénéficient également indirectement, les nuances Ensemble ! (Majorité présidentielle) (ENS), Union de la gauche (UG) et Union de l'extrême-droite (UXD) étant attribuables aux candidats bénéficiant respectivement du soutien de deux partis du centre, de deux partis de gauche ou de deux partis d'extrême-droite,.
Tous les autres partis se voient attribuer l'une ou l'autre des nuances suivantes : EXG (extrême gauche), DVG (divers gauche), ECO (écologiste), REG (régionaliste), DVC (divers centre), DVD (divers droite), DSV (droite souverainiste) et EXD (extrême droite). Des partis comme Debout la France ou Lutte ouvrière ne disposent ainsi pas de nuances propres, et leurs résultats nationaux ne sont pas publiés séparément par le ministère, car mélangés avec d'autres partis (respectivement dans les nuances DSV et EXG).

## Élus
| Circonscription                                   | Député sortant    | Parti | Parti | Groupe | Député élu ou réélu | Parti | Parti | Groupe |
| ------------------------------------------------- | ----------------- | ----- | ----- | ------ | ------------------- | ----- | ----- | ------ |
| 1re                                               | Carole Grandjean* |       | RE    | RE     | Estelle Mercier     |       | PS    | SOC    |
| 2e                                                | Emmanuel Lacresse |       | RE    | RE     | Stéphane Hablot     |       | PS    | SOC    |
| 3e                                                | Martine Étienne   |       | LFI   | LFI    | Frédéric Weber      |       | RN    | RN     |
| 4e                                                | Thibault Bazin    |       | LR    | LR     | Thibault Bazin      |       | LR    | DR     |
| 5e                                                | Dominique Potier  |       | PS    | SOC    | Dominique Potier    |       | PS    | SOC    |
| 6e                                                | Caroline Fiat     |       | LFI   | LFI    | Anthony Boulogne    |       | RN    | RN     |
| * députée sortante ne se représentant pas en 2024 |                   |       |       |        |                     |       |       |        |

## Résultats

### Résultats à l'échelle du département

#### Résultats par coalition
| Parti et coalition                          | Parti et coalition                          | Parti et coalition          | Premier tour | Premier tour | Premier tour | Second tour | Second tour   | Second tour | Total Sièges  | +/-           |  |
| Parti et coalition                          | Parti et coalition                          | Parti et coalition          | Voix         | %            | Sièges       | Voix        | %             | Sièges      | Total Sièges  | +/-           |  |
| ------------------------------------------- | ------------------------------------------- | --------------------------- | ------------ | ------------ | ------------ | ----------- | ------------- | ----------- | ------------- | ------------- |  |
|                                             |                                             | Parti socialiste (PS)       | 61 068       | 19,41        | 0            | 81 192      | 26,56         | 3           | 3             | 2             |  |
|                                             | La France insoumise (LFI)                   | 27 547                      | 8,75         | 0            | 43 368       | 14,19       | 0             | 0           | 2             |               |  |
|                                             | Les Écologistes (LÉ)                        | 13 009                      | 4,13         | 0            | Retrait      | Retrait     | Retrait       | 0           | en stagnation |               |  |
| Total Nouveau Front populaire (NFP)         | Total Nouveau Front populaire (NFP)         | 101 624                     | 32,30        | 0            | 124 560      | 40,74       | 3             | 3           | en stagnation |               |  |
|                                             | Rassemblement national (RN)                 | Rassemblement national (RN) | 96 527       | 30,68        | 0            | 110 532     | 36,15         | 2           | 2             | 2             |  |
|                                             |                                             | Renaissance (RE)            | 36 657       | 11,65        | 0            | 14 284      | 4,67          | 0           | 0             | 2             |  |
|                                             | Parti radical (PRV)                         | 8 248                       | 2,62         | 0            |              |             |               | 0           | Nv            |               |  |
| Total Ensemble pour la République (ENS)     | Total Ensemble pour la République (ENS)     | 44 905                      | 14,27        | 0            | 14 284       | 4,67        | 0             | 0           | 2             |               |  |
|                                             |                                             | Les Républicains (LR)       | 42 346       | 13,46        | 0            | 33 130      | 10,84         | 1           | 1             | en stagnation |  |
| Total Union de la droite et du centre (UDC) | Total Union de la droite et du centre (UDC) | 42 346                      | 13,46        | 0            | 33 130       | 10,84       | 1             | 1           | en stagnation |               |  |
|                                             | Parti de la France (PdF)                    | Parti de la France (PdF)    | 5 190        | 1,65         | 0            |             |               |             | 0             | Nv            |  |
|                                             | Lutte ouvrière (LO)                         | Lutte ouvrière (LO)         | 4 502        | 1,43         | 0            | 0           | en stagnation |             |               |               |  |
|                                             | Debout la France (DLF)                      | Debout la France (DLF)      | 1 328        | 0,42         | 0            | 0           | en stagnation |             |               |               |  |
|                                             | Reconquête (REC)                            | Reconquête (REC)            | 1 141        | 0,36         | 0            | 0           | en stagnation |             |               |               |  |
|                                             | Écologie au centre (ÉAC)                    | Écologie au centre (ÉAC)    | 1 133        | 0,36         | 0            | 0           | en stagnation |             |               |               |  |
|                                             | Sans étiquette (SE)                         | Sans étiquette (SE)         | 15 948       | 5,07         | 0            | 23 217      | 7,59          | 0           | 0             | en stagnation |  |
|                                             |                                             |                             |              |              |              |             |               |             |               |               |  |
| Suffrages exprimés                          | Suffrages exprimés                          | Suffrages exprimés          | 314 644      | 97,54        |              | 305 723     | 94,00         |             |               |               |  |
| Votes blancs                                | Votes blancs                                | Votes blancs                | 5 600        | 1,74         | 15 332       | 4,71        |               |             |               |               |  |
| Votes nuls                                  | Votes nuls                                  | Votes nuls                  | 2 339        | 0,73         | 4 184        | 1,29        |               |             |               |               |  |
| Total                                       | Total                                       | Total                       | 322 583      | 100          | 0            | 325 239     | 100           | 6           | 6             | en stagnation |  |
| Abstentions                                 | Abstentions                                 | Abstentions                 | 171 654      | 34,73        |              | 169 003     | 34,19         |             |               |               |  |
| Inscrits/Participation                      | Inscrits/Participation                      | Inscrits/Participation      | 494 237      | 65,27        | 494 242      | 65,81       |               |             |               |               |  |

#### Résultats par nuances
| Nuance                 | Nuance                        | Nuance                 | Premier tour | Premier tour | Premier tour | Second tour | Second tour   | Second tour | Total Sièges | +/-           |  |
| Nuance                 | Nuance                        | Nuance                 | Voix         | %            | Sièges       | Voix        | %             | Sièges      | Total Sièges | +/-           |  |
| ---------------------- | ----------------------------- | ---------------------- | ------------ | ------------ | ------------ | ----------- | ------------- | ----------- | ------------ | ------------- |  |
|                        | Union de la gauche            | UG                     | 101 624      | 32,30        | 0            | 124 560     | 40,74         | 3           | 3            | 1             |  |
|                        | Rassemblement national        | RN                     | 96 527       | 30,68        | 0            | 110 532     | 36,15         | 2           | 2            | 2             |  |
|                        | Ensemble pour la République ! | ENS                    | 44 905       | 14,27        | 0            | 14 284      | 4,67          | 0           | 0            | 2             |  |
|                        | Les Républicains              | LR                     | 42 346       | 13,46        | 0            | 33 130      | 10,84         | 1           | 1            | en stagnation |  |
|                        | Extrême droite                | EXD                    | 20 894       | 6,64         | 0            | 23 217      | 7,59          | 0           | 0            | Nv            |  |
|                        | Extrême gauche                | EXG                    | 4 502        | 1,43         | 0            |             |               |             | 0            | en stagnation |  |
|                        | Droite souverainiste          | DSV                    | 1 328        | 0,42         | 0            | 0           | en stagnation |             |              |               |  |
|                        | Reconquête                    | REC                    | 1 141        | 0,36         | 0            | 0           | en stagnation |             |              |               |  |
|                        | Ecologistes                   | ECO                    | 1 133        | 0,36         | 0            | 0           | en stagnation |             |              |               |  |
|                        | Divers                        | DIV                    | 244          | 0,08         | 0            | 0           | en stagnation |             |              |               |  |
|                        |                               |                        |              |              |              |             |               |             |              |               |  |
| Suffrages exprimés     | Suffrages exprimés            | Suffrages exprimés     | 314 644      | 97,54        |              | 305 723     | 94,00         |             |              |               |  |
| Votes blancs           | Votes blancs                  | Votes blancs           | 5 600        | 1,74         | 15 332       | 4,71        |               |             |              |               |  |
| Votes nuls             | Votes nuls                    | Votes nuls             | 2 339        | 0,73         | 4 184        | 1,29        |               |             |              |               |  |
| Total                  | Total                         | Total                  | 322 583      | 100          | 0            | 325 239     | 100           | 6           | 6            | en stagnation |  |
| Abstentions            | Abstentions                   | Abstentions            | 171 654      | 34,73        |              | 169 003     | 34,19         |             |              |               |  |
| Inscrits/Participation | Inscrits/Participation        | Inscrits/Participation | 494 237      | 65,27        | 494 242      | 65,81       |               |             |              |               |  |

### Résultats par circonscription

#### Première circonscription
Députée sortante : Carole Grandjean (Renaissance)
| Candidat                 | Candidat                 | Parti et coalition       | Nuance                   | Premier tour | Premier tour | Second tour | Second tour |
| Candidat                 | Candidat                 | Parti et coalition       | Nuance                   | Voix         | %            | Voix        | %           |
| ------------------------ | ------------------------ | ------------------------ | ------------------------ | ------------ | ------------ | ----------- | ----------- |
|                          | Estelle Mercier          | PS (NFP)                 | UG                       | 20 645       | 37,73        | 32 531      | 63,96       |
|                          | Patricia Melet           | RN                       | RN                       | 14 719       | 26,90        | 18 334      | 36,04       |
|                          | Philippe Guillemard      | RE (ENS)                 | ENS                      | 14 435       | 26,38        | Retrait     | Retrait     |
|                          | Aurélien Arnould         | LR (UDC)                 | LR                       | 3 518        | 6,43         |             |             |
|                          | Christiane Nimsgern      | LO                       | EXG                      | 741          | 1,35         |             |             |
|                          | Massimo Nespolo          | DLF                      | DSV                      | 664          | 1,21         |             |             |
|                          |                          |                          |                          |              |              |             |             |
| Votes valides            | Votes valides            | Votes valides            | Votes valides            | 54 722       | 97,93        | 50 865      | 91,43       |
| Votes blancs             | Votes blancs             | Votes blancs             | Votes blancs             | 798          | 1,43         | 3 877       | 6,97        |
| Votes nuls               | Votes nuls               | Votes nuls               | Votes nuls               | 357          | 0,64         | 893         | 1,61        |
| Total                    | Total                    | Total                    | Total                    | 55 877       | 100          | 55 635      | 100         |
| Abstention               | Abstention               | Abstention               | Abstention               | 27 392       | 32,90        | 27 638      | 33,19       |
| Inscrits / participation | Inscrits / participation | Inscrits / participation | Inscrits / participation | 83 269       | 67,10        | 83 273      | 66,81       |

#### Deuxième circonscription
Députée sortante : Emmanuel Lacresse (Renaissance)
| Candidat                 | Candidat                 | Parti et coalition       | Nuance                   | Premier tour | Premier tour | Second tour | Second tour |
| Candidat                 | Candidat                 | Parti et coalition       | Nuance                   | Voix         | %            | Voix        | %           |
| ------------------------ | ------------------------ | ------------------------ | ------------------------ | ------------ | ------------ | ----------- | ----------- |
|                          | Stéphane Hablot          | PS (NFP)                 | UG                       | 18 008       | 39,91        | 20 588      | 45,17       |
|                          | Emmanuel Lacresse        | RE (ENS)                 | ENS                      | 13 869       | 30,74        | 14 284      | 31,34       |
|                          | Geneviève Maillot        | RN                       | RN                       | 10 131       | 22,45        | 10 709      | 23,49       |
|                          | Sloane Fromont           | LR (UDC)                 | LR                       | 2 325        | 5,15         |             |             |
|                          | Lucy Georges             | REC                      | REC                      | 422          | 0,94         |             |             |
|                          | Odile Destombes          | LO                       | EXG                      | 365          | 0,81         |             |             |
|                          |                          |                          |                          |              |              |             |             |
| Votes valides            | Votes valides            | Votes valides            | Votes valides            | 45 120       | 98,33        | 45 581      | 97,92       |
| Votes blancs             | Votes blancs             | Votes blancs             | Votes blancs             | 548          | 1,19         | 739         | 1,59        |
| Votes nuls               | Votes nuls               | Votes nuls               | Votes nuls               | 217          | 0,47         | 228         | 0,49        |
| Total                    | Total                    | Total                    | Total                    | 45 885       | 100          | 46 548      | 100         |
| Abstention               | Abstention               | Abstention               | Abstention               | 22 031       | 32,44        | 21 377      | 31,47       |
| Inscrits / participation | Inscrits / participation | Inscrits / participation | Inscrits / participation | 67 916       | 67,56        | 67 925      | 68,53       |

#### Troisième circonscription
Députée sortante : Martine Étienne (La France insoumise)
| Candidat                 | Candidat                 | Parti et coalition       | Nuance                   | Premier tour | Premier tour | Second tour | Second tour |
| Candidat                 | Candidat                 | Parti et coalition       | Nuance                   | Voix         | %            | Voix        | %           |
| ------------------------ | ------------------------ | ------------------------ | ------------------------ | ------------ | ------------ | ----------- | ----------- |
|                          | Frédéric Weber           | RN                       | RN                       | 19 938       | 43,46        | 23 252      | 53,63       |
|                          | Martine Étienne          | LFI (NFP)                | UG                       | 13 068       | 28,49        | 20 104      | 46,37       |
|                          | Valérie Maurice          | PRV (ENS)                | ENS                      | 8 248        | 17,98        |             |             |
|                          | Mathieu Servagi          | LR (UDC)                 | LR                       | 3 599        | 7,85         |             |             |
|                          | Xavier Boury             | LO                       | EXG                      | 1 022        | 2,23         |             |             |
|                          |                          |                          |                          |              |              |             |             |
| Votes valides            | Votes valides            | Votes valides            | Votes valides            | 45 875       | 97,32        | 43 356      | 91,09       |
| Votes blancs             | Votes blancs             | Votes blancs             | Votes blancs             | 896          | 1,90         | 3 279       | 6,89        |
| Votes nuls               | Votes nuls               | Votes nuls               | Votes nuls               | 365          | 0,77         | 964         | 2,03        |
| Total                    | Total                    | Total                    | Total                    | 47 136       | 100          | 47 599      | 100         |
| Abstention               | Abstention               | Abstention               | Abstention               | 33 246       | 41,36        | 32 759      | 40,77       |
| Inscrits / participation | Inscrits / participation | Inscrits / participation | Inscrits / participation | 80 382       | 58,64        | 80 358      | 59,23       |

#### Quatrième circonscription
Député sortant : Thibault Bazin (Les Républicains)
| Candidat                 | Candidat                  | Parti et coalition       | Nuance                   | Premier tour | Premier tour | Second tour | Second tour |
| Candidat                 | Candidat                  | Parti et coalition       | Nuance                   | Voix         | %            | Voix        | %           |
| ------------------------ | ------------------------- | ------------------------ | ------------------------ | ------------ | ------------ | ----------- | ----------- |
|                          | Dominique Bilde           | RN                       | RN                       | 27 618       | 43,70        | 30 213      | 47,70       |
|                          | Thibault Bazin            | LR (UDC)                 | LR                       | 20 984       | 33,21        | 33 130      | 52,30       |
|                          | Barbara Bertozzi-Biévelot | LÉ (NFP)                 | UG                       | 13 009       | 20,59        | Retrait     | Retrait     |
|                          | Geneviève Heilliette      | LO                       | EXG                      | 864          | 1,37         |             |             |
|                          | Valérie Cantiget          | REC                      | REC                      | 719          | 1,14         |             |             |
|                          |                           |                          |                          |              |              |             |             |
| Votes valides            | Votes valides             | Votes valides            | Votes valides            | 63 194       | 97,51        | 63 343      | 96,33       |
| Votes blancs             | Votes blancs              | Votes blancs             | Votes blancs             | 1 105        | 1,71         | 1 813       | 2,76        |
| Votes nuls               | Votes nuls                | Votes nuls               | Votes nuls               | 506          | 0,78         | 603         | 0,92        |
| Total                    | Total                     | Total                    | Total                    | 64 805       | 100          | 65 759      | 100         |
| Abstention               | Abstention                | Abstention               | Abstention               | 31 625       | 32,80        | 30 660      | 31,80       |
| Inscrits / participation | Inscrits / participation  | Inscrits / participation | Inscrits / participation | 96 430       | 67,20        | 96 419      | 68,20       |

#### Cinquième circonscription
Député sortant : Dominique Potier (Parti socialiste)
| Candidat                 | Candidat                        | Parti et coalition       | Nuance                   | Premier tour | Premier tour | Second tour | Second tour |
| Candidat                 | Candidat                        | Parti et coalition       | Nuance                   | Voix         | %            | Voix        | %           |
| ------------------------ | ------------------------------- | ------------------------ | ------------------------ | ------------ | ------------ | ----------- | ----------- |
|                          | Dominique Potier                | PS (NFP)                 | UG                       | 22 415       | 43,47        | 28 073      | 54,73       |
|                          | Louis-Joseph Gannat dit Pécher, | RAD (RN)                 | EXD                      | 15 704       | 30,45        | 23 217      | 45,27       |
|                          | Quentin Vinot                   | LR (UDC)                 | LR                       | 7 220        | 14,00        |             |             |
|                          | Pierre-Nicolas Nups             | PdF                      | EXD                      | 5 190        | 10,06        |             |             |
|                          | Miriam Aubert                   | LO                       | EXG                      | 792          | 1,54         |             |             |
|                          | Édouard Mathieu                 | SE                       | DIV                      | 244          | 0,47         |             |             |
|                          |                                 |                          |                          |              |              |             |             |
| Votes valides            | Votes valides                   | Votes valides            | Votes valides            | 51 565       | 96,96        | 51 290      | 95,52       |
| Votes blancs             | Votes blancs                    | Votes blancs             | Votes blancs             | 1 163        | 2,19         | 1 872       | 3,49        |
| Votes nuls               | Votes nuls                      | Votes nuls               | Votes nuls               | 452          | 0,85         | 535         | 1,00        |
| Total                    | Total                           | Total                    | Total                    | 53 180       | 100          | 53 697      | 100         |
| Abstention               | Abstention                      | Abstention               | Abstention               | 25 494       | 32,40        | 24 994      | 31,76       |
| Inscrits / participation | Inscrits / participation        | Inscrits / participation | Inscrits / participation | 78 674       | 67,60        | 78 691      | 68,24       |

#### Sixième circonscription
Députée sortante : Caroline Fiat (La France insoumise)
| Candidat                 | Candidat                 | Parti et coalition       | Nuance                   | Premier tour | Premier tour | Second tour | Second tour |
| Candidat                 | Candidat                 | Parti et coalition       | Nuance                   | Voix         | %            | Voix        | %           |
| ------------------------ | ------------------------ | ------------------------ | ------------------------ | ------------ | ------------ | ----------- | ----------- |
|                          | Anthony Boulogne         | RN                       | RN                       | 24 121       | 44,53        | 28 024      | 54,64       |
|                          | Caroline Fiat            | LFI (NFP)                | UG                       | 14 479       | 26,73        | 23 264      | 45,36       |
|                          | Ergün Toparslan          | RE - TdP (ENS)           | ENS                      | 8 353        | 15,42        |             |             |
|                          | Jordan Simon             | LR (UDC)                 | LR                       | 4 700        | 8,68         |             |             |
|                          | Richard Nowak            | ÉAC                      | ECO                      | 1 133        | 2,09         |             |             |
|                          | Dominique Barbin         | LO                       | EXG                      | 718          | 1,33         |             |             |
|                          | Sonia Thirion            | DLF                      | DSV                      | 664          | 1,23         |             |             |
|                          |                          |                          |                          |              |              |             |             |
| Votes valides            | Votes valides            | Votes valides            | Votes valides            | 54 168       | 97,25        | 51 288      | 91,58       |
| Votes blancs             | Votes blancs             | Votes blancs             | Votes blancs             | 1 090        | 1,96         | 3 752       | 6,70        |
| Votes nuls               | Votes nuls               | Votes nuls               | Votes nuls               | 442          | 0,79         | 961         | 1,72        |
| Total                    | Total                    | Total                    | Total                    | 55 700       | 100          | 56 001      | 100         |
| Abstention               | Abstention               | Abstention               | Abstention               | 31 866       | 36,39        | 31 575      | 36,05       |
| Inscrits / participation | Inscrits / participation | Inscrits / participation | Inscrits / participation | 87 566       | 63,61        | 87 576      | 63,95       |